# 希維德河
52°05′59″N 21°12′53″E / 52.09972°N 21.21472°E

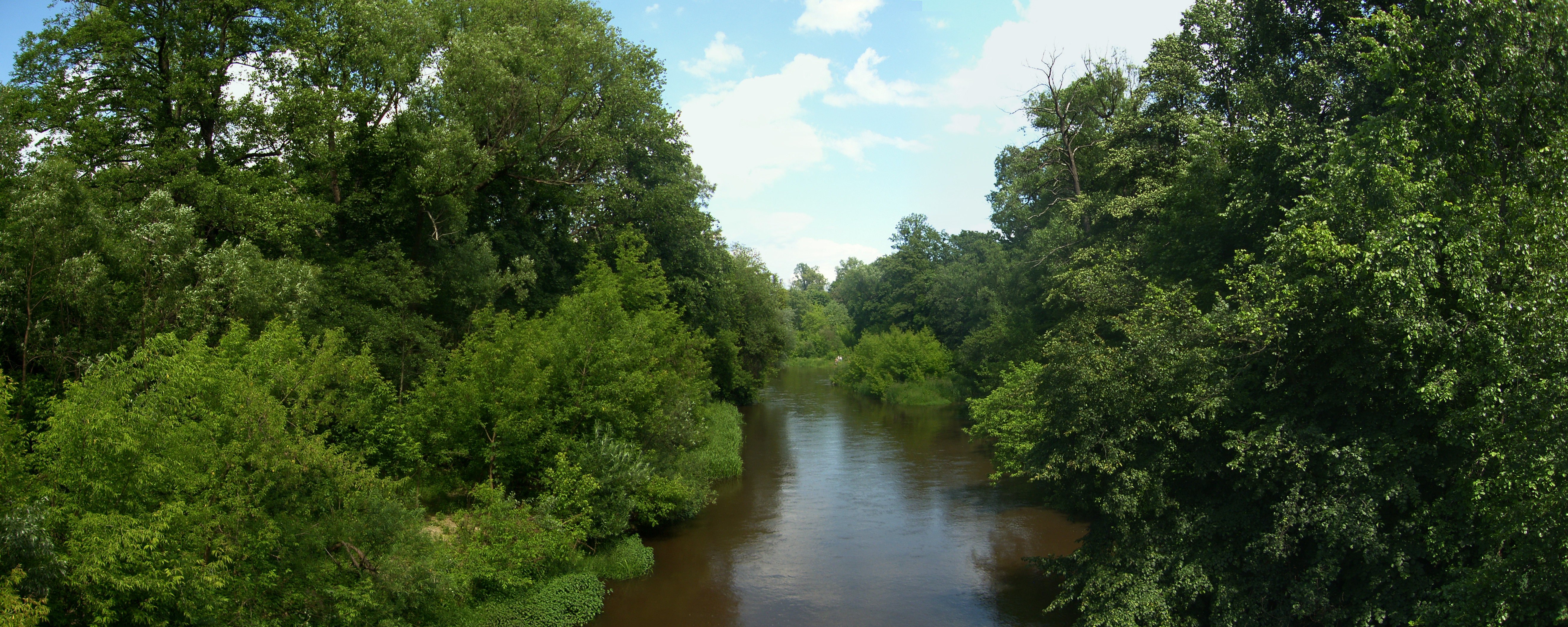

希維德河是波蘭的河流，位於該國中部，處於馬佐夫舍省，屬於維斯瓦河的右支流，河道全長89公里，流域面積1,162平方公里，河口處在約瑟夫烏和奧特沃茨克邊界。